# 234. Infanterie-Division (Deutsches Kaiserreich)
Die 234. Infanterie-Division war ein Großverband der Preußischen Armee innerhalb des Deutschen Heeres im Ersten Weltkrieg.

## Geschichte
Mit der Aufstellung der Division wurde ab 2. Januar 1917 in Magdeburg begonnen. Ab Ende März 1917 griff der Großverband bei der 2. Armee in die Kämpfe an der Westfront ein. Nach dem Waffenstillstand von Compiègne räumten die deutschen Truppen die besetzten Gebiete und die Division wurde vom 25. November bis 21. Dezember 1918 im Grenzschutz zwischen Köln und Düsseldorf eingesetzt. Danach kehrten die einzelnen Truppenteile in die Garnisonen zurück, wo die Demobilisierung erfolgte. Einziger Kommandeur des Großverbandes war der preußische Generalmajor/Generalleutnant Karl von Stumpff.

### Gefechtskalender

#### 1917
- 30. März bis 20. Juni – Kämpfe vor der Siegfriedstellung
- 21. Juni bis 30. August – Kämpfe in der Siegfriedstellung
- 30. August bis 30. September – Schlacht in Flandern
- 03. Oktober bis 30. November – Stellungskämpfe in Flandern und Artois
- ab 30. November – Kämpfe in der Siegfriedstellung
  - 30. November bis 7. Dezember – Angriffsschlacht bei Cambrai

#### 1918
- bis 31. Januar – Kämpfe in der Siegfriedstellung
- 01. Februar bis 20. März – Stellungskämpfe im Artois und Aufmarsch zur Großen Schlacht in Frankreich
- 21. März bis 6. April – Große Schlacht in Frankreich
  - 21. bis 23. März – Durchbruchsschlacht Monchy-Cambrai
  - 24. bis 25. März – Schlacht bei Bapaume
- 07. April bis 20. August – Kämpfe zwischen Arras und Albert
- 21. August bis 2. September – Schlacht bei Monchy-Bapaume
- 03. bis 26. September – Kämpfe vor der Siegfriedfront
- 27. September bis 8. Oktober – Abwehrschlacht zwischen Cambrai und Saint-Quentin
- 09. Oktober bis 4. November – Kämpfe vor und in der Hermannstellung
- 24. Oktober bis 4. November – Schlacht um Valenciennes
- 05. bis 11. November – Rückzugskämpfe vor der Antwerpen-Maas-Stellung
- ab 12. November – Räumung des besetzten Gebietes und Marsch in die Heimat

### Kriegsgliederung vom 1. Mai 1918
- 234. Infanterie-Brigade
  - Infanterie-Regiment Nr. 451
  - Infanterie-Regiment Nr. 452
  - Infanterie-Regiment Nr. 453
  - 1. Eskadron/Schleswig-Holsteinisches Dragoner-Regiment Nr. 13
- Artillerie-Kommandeur Nr. 234
  - Feldartillerie-Regiment „Prinzregent Luitpold von Bayern“ (Magdeburgisches) Nr. 4
  - III. Bataillon/Fußartillerie-Regiment Nr. 21
- Pionier-Bataillon Nr. 234
- Divisions-Nachrichten-Kommandeur Nr. 234